# Round-Trip-Engineering
Round-Trip-Engineering ist ein Begriff aus dem Gebiet der Softwaretechnik und sorgt für die Übereinstimmung von Entwürfen oder Modellen und deren Umsetzung.
Round-Trip-Engineering beinhaltet am Beispiel von UML-Klassendiagrammen:
- Forward Engineering: Änderung am Klassendiagramm führt zu einer automatischen Anpassung des Quelltexts
- Reverse Engineering: Änderung im Quelltext führt zur automatischen Anpassung der Klassendiagramme

Einige Softwareentwicklungswerkzeuge (CASE) wie Together unterstützen simultanes Round-Trip-Engineering, d. h. die Aktualisierung erfolgt unmittelbar nach einer Veränderung.